# اچ‌ام‌اس پرنسس ایرن
اچ‌ام‌اس پرنسس ایرن (به انگلیسی: HMS Princess Irene) یک کشتی بود که طول آن ۳۹۵ فوت (۱۲۰ متر) بود. این کشتی در سال ۱۹۱۴ ساخته شد.